# Acossus
Acossus är ett släkte av fjärilar som först beskrevs av Harrison Gray Dyar 1905. Acossus ingår i familjen träfjärilar, Cossidae.

## Dottertaxa tillAcossus, i alfabetisk ordning[1][2]
- Acossus comadioides Ureta, 1957
- Acossus gobiana Daniel, 1970
- Acossus leucegchytes Dyar, 1912
- Acossus terebra ( [Denis & Schiffermüller] , 1775), Mindre träfjäril
- Acossus transaltaica Daniel, 1970
- Acossus undosus Lintner, 1878
- Acossus viktor Yakovlev, 2004

## Bildgalleri

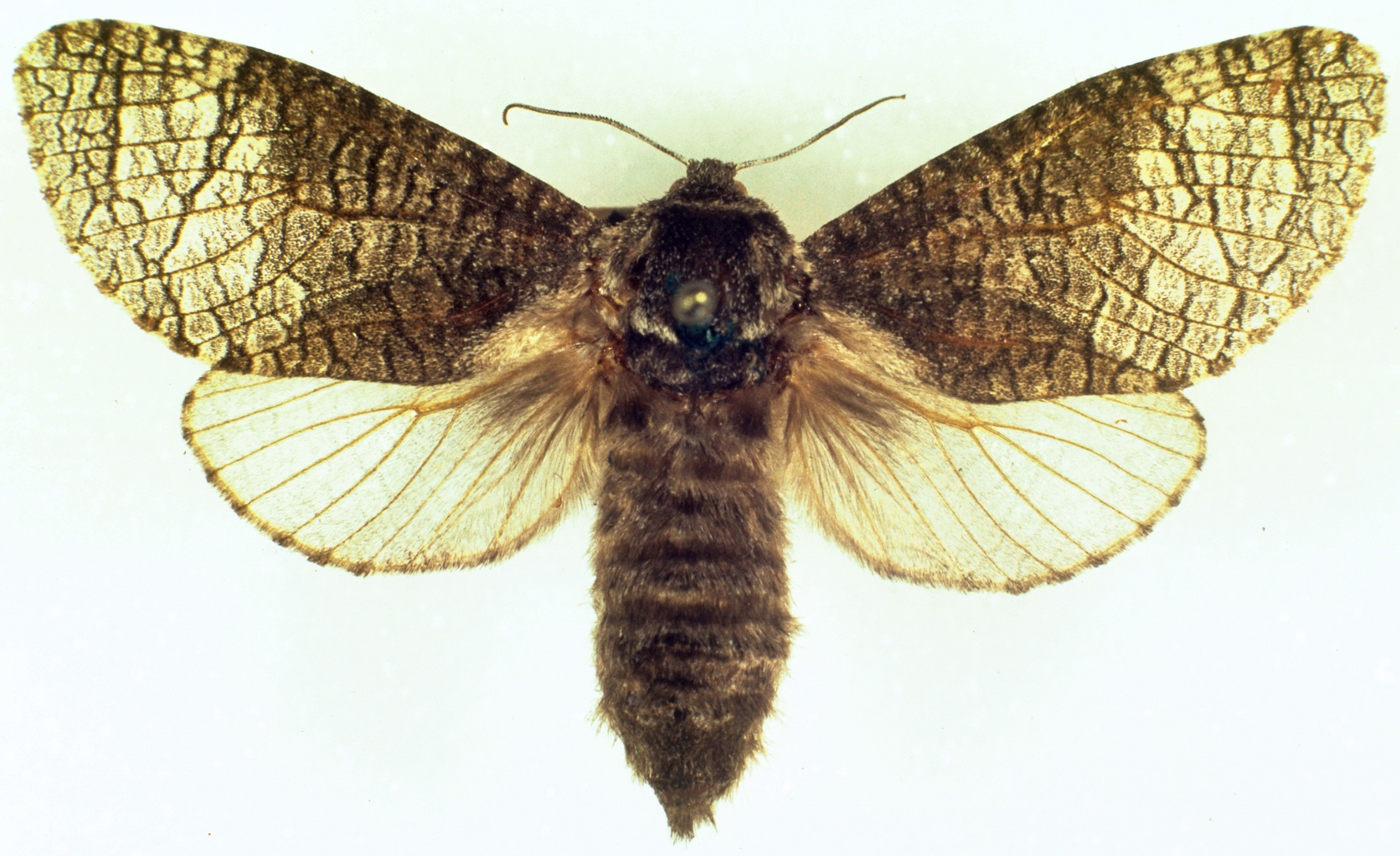
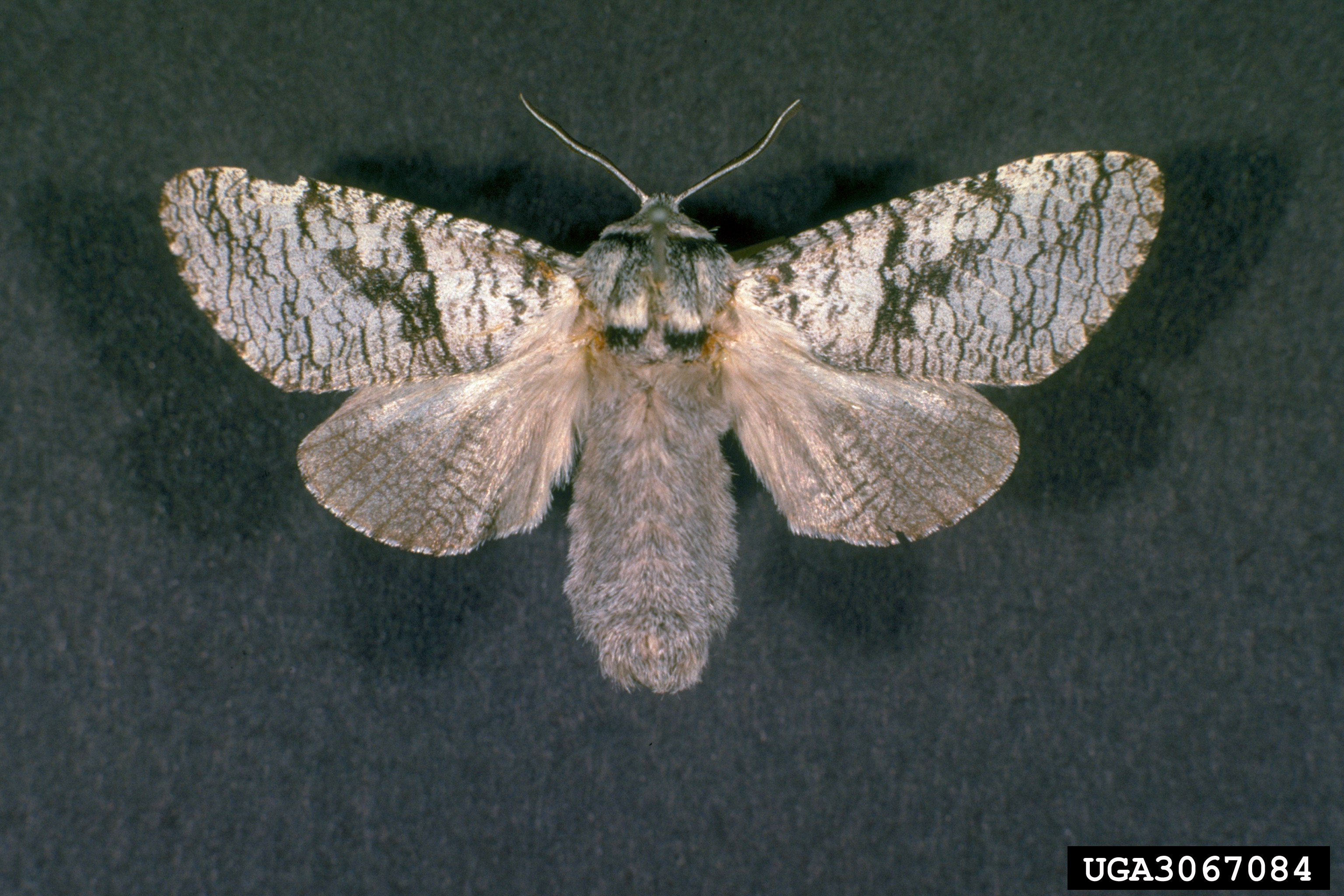